# Compania Internațională de Navigație Aeriană
Compania Internațională de Navigație Aeriană, având acronimul CIDNA, este denumirea purtată de Compania Franco–Română de Navigație Aeriană (CFRNA), după reorganizarea din 1926. 
Această schimbare de denumire a fost necesară datorită neînțelegerilor dintre statul german și cel francez. CFRNA figura drept companie franceză și i s-a interzis survolarea teritoriului german, ceea ce i-a pricinuit pierderi importante și a determinat reorganizarea ei drept companie internațională, cu altă structură de acționariat. Cu această ocazie, România a fost îndepărtată din structura companiei. Toate convențiile încheiate de CFRNA au trebuit renegociate.
În 1933 CIDNA a funzionat cu alte patru companii aeriene franceze sub denumirea de Air France.